# به گل نشینی کشتی

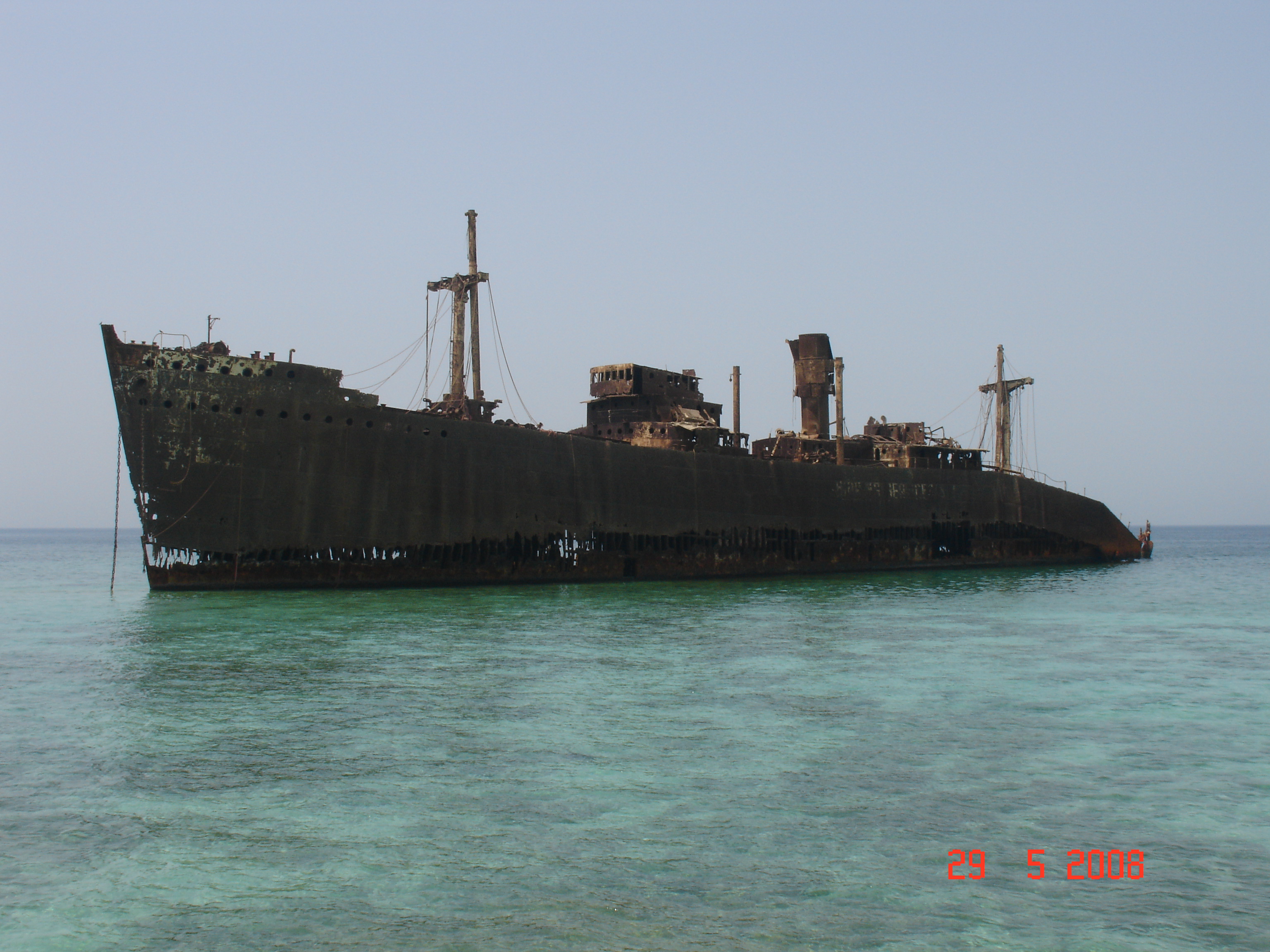
کشتی یونانی، یک کشتی به گل نشسته در جزیره کیش

به گل نشینی کشتی یا زمین‌گیر شدن کشتی عبارت است از برخورد کشتی به بستر دریا یا کناره آبراه. این کار ممکن است از روی عمد، برای مواردی همچون بارگیری خدمه یا بار و تعمیر و نگهداری کشتی، یا غیرعمدی، مانند حادثه دریایی، باشد. در موارد تصادفی معمولاً از آن به عنوان «به گل نشستن» یاد می‌شود.
ممکن است زمین‌گیر شدن در صورت ناخواسته بودن، با آسیب به قسمت زیرآبی بدنه کشتی منجر شود. شکستن بدنه ممکن است منجر به ورود آب شود که در صورت عدم مهار در دیواره‌های ضدآب ممکن است یکپارچگی، ثبات و ایمنی کشتی را به خطر بیندازد.